# Dachsbach
Dachsbach è un comune tedesco di 1 797 abitanti, situato nel land della Baviera.